# Aide
Aide (of aideko) is in de Baskische mythologie de godin van de wind. Ze kon zich manifesteren als zowel het goede (een zuchtje wind) en het kwade (een storm).